# Solør Futsal
Il Solør Futsal è una squadra norvegese di calcio a 5, con sede a Solør, distretto della contea di Innlandet. Nella stagione 2017-2018 milita in 2. divisjon, terzo livello del campionato.

## Storia
Il Solør Futsal è stato fondato il 18 ottobre 2002. Inizialmente affiliato ai tornei IFS, con la costituzione della Futsal Eliteserie, riconosciuta dalla Norges Fotballforbund, il Solør ha cominciato a militare nella massima divisione del campionato norvegese.
La squadra ha disputato la prima partita in questa lega in data 29 novembre 2008, perdendo per 7-6 contro il Vegakameratene. Il Solør ha chiuso la stagione al 6º posto finale. Ha militato nella massima serie sino al termine del campionato 2013-2014, quando è retrocesso in 1. divisjon.

## Rosa
Aggiornata al campionato 2017-2018.
| N° | Naz.                | Ruolo | Sportivo        | Anno     |  |  |
| -- | ------------------- | ----- | --------------- | -------- |  |  |
| 1  | Norvegia (bandiera) | POR   | Kjell Ytterdahl | 16.02.58 |  |  |
| 4  | Norvegia (bandiera) | DIF   | Hakija Hrnic    |          |  |  |
| 10 | Norvegia (bandiera) | DIF   | Bjørn Holter    | 14.05.73 |  |  |